# Renato Tapia (cyclisme)
Pour le footballeur, voir Renato Tapia. Pour les homonymes, voir Tapia.
Tapia  Landa est un nom espagnol. Le premier nom de famille, en général paternel, est Tapia ; le second, en général maternel, souvent omis, est Landa.
Renato Tapia, né le 22 février 1995, à Cuzco, est un coureur cycliste péruvien.

## Biographie
En 2011, Renato Tapia remporte la course en ligne et le contre-la-montre des championnats d'Amérique du Sud cadets (moins de 17 ans). Deux ans plus tard, il est sacré champion du Pérou sur route chez les juniors (moins de 19 ans). Il termine également cinquième du championnat panaméricain en ligne dans cette catégorie. 
Lors de la saison 2016, il court quelques mois en France avec le Vélo Club Maursois, en compagnie de son compatriote Hugo Ruiz. En février 2019, il participe au Tour de San Juan avec l'équipe nationale du Pérou. Meilleur élément de sa délégation, il se classe trente-huitième du classement général.

## Palmarès
- 2010
  - 2e du championnat du Pérou du contre-la-montre cadets
  - 2e du championnat du Pérou sur route cadets
- 2011
  -  Champion d'Amérique du Sud sur route cadets
  -  Champion d'Amérique du Sud du contre-la-montre cadets
- 2012
  - 3e du championnat du Pérou du contre-la-montre juniors
- 2013
  -  Champion du Pérou sur route juniors
- 2014
  - Clásica Puente Piedra :
    - Classement général
    - 1re étape

  - 2e étape de la Vuelta Orgullo Wanka
  - 3e du championnat du Pérou sur route espoirs
- 2017
  - 2e étape du Tour du Pérou
  - 3e du Tour du Pérou
- 2018
  - 3e étape du Torneo Apertura
  - 3e étape de la Vuelta Orgullo Wanka
  - 2e étape de la Doble Arequipa-Mollendo